# Rebel·lió de Uva
La Gran Rebel·lió de 1817–1818, també coneguda com la Rebel·lio de Uva o Revolta de Uva–Wellassa  (pels dos llocs on va començar), també coneguda com la Tercera Guerra de Kandy fou un conflicte en el que és ara Sri Lanka entre britànics i singalesos. Va tenir lloc en el que ara és la província de Uva, el qual era llavors una província del Regne de Kandy o Uda Rata, contra el govern colonial britànic sota el governador Robert Brownrigg, el qual controlava l'anteriorment independent Udarata (Pais de la Muntanya en Singalès).

## Antecedents
El singalesos foren molt afectats per les polítiques administratives dels britànics i no els va agradar deixar de ser governats per un rei que ara estava exiliat, que consideraven millors. Això va crear malestar tant entre el poble com entre els caps aristocràtics del regne.

## Lideratge
Keppetipola Disawe va ser enviat inicialment pel govern britànic per parar la revolta però es va acabar unint a la rebel·lió com el seu dirigent i és celebrat per les seves accions fins i tot avui a Sri Lanka. Va assistir molts dirigents regionals proporcionant homes i material de diverses regions. Els altres dirigents que van donar suport aquest moviment independent era: Wilbawe (un àlies de Duraisamy, un Nayakkar de sang Reial), II Pilima Talauve Adikaram, Kohu Kumbure Rate Rala, Dimbulana Disawe, Kivulegedara Mohottala, Madugalle Disawe, Butewe Rate Rala, la família Galagoda, Galagedara Mohottala, Meegahapitiya Rate Rala, Dambawinna Disawe, Gode Gedara Adikaram i Kurundukumbure Mohottala.
Keppitipola va anar a Alupotha i va unir els rebels emportant-se totes les armes i municions dels britànics. Rev. Wariyapola Sumangala de Asgiriya va fugir a Hanguranketa amb el recipient de la relíquia de la Dent Sagrada que va ocasionar una fase més vigorosa de la rebel·lió. Pel setembre de 1817 dos dirigents rebels, Madugalle Basnayake Nilame i Ellepola Adikaram es van rendir als britànics i Pilima talawe II va passar a dirigir la rebel·lió. Els britànics van capturar a Ellepola que era el dissawa de Viyaluwa i un germà de Maha Adikaram Ehelepola i els van decapitar a Bogambara el 27 d'octubre de 1818.

## Rebel·lió
La rebel·lió va ser llançada llavors per Keppetipola Disawe. Excepte Molligoda i Ekneligoda, molts caps es van unir als rebels els quals van capturar Matale i Kandy abans que Keppetipola caigués malalt i fos capturat i decapitat pels britànics. El seu crani era anormal — més ample que la mida habitual — i va ser enviat a Gran Bretanya per ser estudiat. Va ser retornat a Sri Lanka després de la independència, i ara es troba al Museu de Kandy. La rebel·lió va fallar a causa d'un nombre de raons. No va ser ben planejada pels dirigents. Les àrees controlades per alguns chieves van ajudar a les rutes de transport fàcils proporcionant als britàniques subministraments. Doraisami que es diu que reclamava el tron va resultar no tenir-hi cap relació.

### Causa de rebel·lió
La rebel·lió a Uva és descrita pels historiadors com la culminació de la ràbia dels pobles i la insatisfacció sobre el govern britànic que va prometre afavorir la religió budista i observar les tradicions i normes que havien prevalgut en el regne de Kandy anterior en la Convenció de Kandy el 2 de març de 1815. William Tolfrey, el Traductor en Cap del Resident britànic de Kandy, va valorar al Comissari encarregat del govern de Kandy, Sutherland, de la situació volàtil que prevalia en el país a principis de desembre de 1816 i gener de 1817, i el va advertir que havia de impendir una revolta contra l'administració britànica.
Van arribar informes a les autoritats que Duraisamy, el fill de Kalu Nayakkar, un parent del rei deposat, reclamava drets al tron. Duraisamy va obtenir el suport de la població de Uva per una rebel·lió, i alguns dirigents singalesos se li van unir.
A més de ser el fill de Kalu Nyakkar, Duraisamy era un nadiu del korale de Sath, un sacerdot budista, i apareixia en públic com Wilbawe. Aquests fets foren més tard confirmats per l'evidència de Udugama Unnanse al judici.
El nomenament d'un malay Muhandiram Hadji pel Major Wilson, el Resident de Badulla, fou una altra acció de l'administració britànica que va causar l'hostilitat dels singalesos. Les àrees de Uva Wellassa i Nuwarakalaviya eren àrees sense atenció considerades zona de jungla que tenien una població predominant de musulmans. Els habitants d'aquestes àrees interrompien de tant en tant el subministrament de sal i peix sec a la gent del regne de Kandy.

### Extensió de la rebel·lió
La rebel·lio va esclatar l'octubre de 1817. El Major Wilson que era a Badulla va enviar un batalló sota Hadji Muhandiram, i manat pel germà de Hadji per sufocar la rebel·lió. La gent de Uva fou tan provocada amb aquest incident que van agafar Hadji i el van portar davant de Duraisamy que després d'un judici el va sentenciar a ser decapitat.
Els britànics no va ser dissuadits per aquesta acció dels singalesos. El 12 d'octubre de 1817, Wilson va marxar a Uva amb una tropa malaia sota les ordres del tinent. Newman. En aquesta marxa Wilson fou mort prop la ciutat actual de Bibile quan una fletxa dels rebels li va impactar al pit. Els britànics i malais van haver de travessar un terreny difícil que va alentir la seva marxa.
Mentrestant el tinent coronel Hardy va saber que els rebels estaven en marxa cap a Dolosbage a l'àrea de Gampola. El 18 d'octubre de 1817, va procedir cap a aquella àrea amb tropes manades pel Major O'Brien. A l'arribada van trobar que l'àrea era tranquil·la i lliure de qualsevol incident. La gent de Hatarakorale i Tunkorale també van rebutjar unir-se als rebels. El govern britànic va atribuir aquesta actitud dels nadius a la influència que Molligoda exercia a l'àrea i la rancúnia personal que tenia a Keppetipola Disawe. Però al korale de Galaboda, la terra del pare de Keppetipola, els britànics van fer front a problemes amb els rebels. Es va veure que Keppetipola no havia estat vist a l'àrea feia gairebé vuit mesos després de l'esclat de la rebel·lió..
Per mostrar agraïment als qui no van participar en la rebel·lió, el govern britànic per notificació de la gaseta nº 19 de 1818 va reduir l'impost de gra d'1/10 a 1/14. Per la secció 22 de la mateix ordre tota terra pertanyent a aquells en el Korale quedava exempta d'impost de la terra. La clàusula 53 va autoritzar un centralitzat sistema civil i judicial d'administració amb seu a Kandy. Un equip de tres funcionaris britànics va començar operar a aquesta seu administrativa.

### Extensió i caiguda dels rebels
La rebel·lió es va estendre a les altres àrees del antic regne de Kandy. L'abril de 1818, Rev. Wariyapola Sri Sumangala de Asgiri Maha Viharaya va portar la dent sagrada a Hanguranketa, una àrea de terreny difícil. Subsegüent a l'extracció de la Dent de Kandy la rebel·lió va esclatar a Matale, Dumbara, Denuwara, Walapane, Hewaheta i altres àrees. Això va forçar als britànics a portar tropes de Batticaloa i Kandy. La majoria d'aquests soldats van ser morts pels singalesos.
Una notificació de la gaseta nº 6 de 1817 va ser emesa, atorgant una recompensa de dos mil rix dòlars pel cap de cada dirigent rebel, incloent Wilbawe, Kiulegedara Mohottala, i Butawe Rate Rala. Kiulegedara Mohottala va ser arrestat i decapìtat a Bogambara el 18 de desembre de 1818. Kiulegedara Mohottala fou el Dissawa (o Disawa) de Walapana i un poeta reial en la cort de Sri Wikrama Rajasinha. Ehelepola, el Dissawa de Viyaluwa Ellepola i un germà de Maha Adikaram, foren també arrestats i decapitats a Bogambara el 27 d'octubre de 1818. Els dirigents següents es van rendir: Mattamagoda (Disawa de Tunkorale), Kobbekaduwa (Disawa de Udapalatha), Dambawinna Disawa, Dimbulana Disawa, Godagedara Disawa, Kataragarna Maha Bethme i Basnayaka Nilame, Bootawe Rate Rala. Cap al final de setembre amb l'inici de pluges del monsó Madugalle Basnayaka Nilame i Ellepola Adikaram també es van rendir.

### Fase final
La situació prevalent a Uva i Wellassa era tan precaria que els britànics van calar foc a pobles, cases, bestiar, i qualsevol cosa que podrien cremar. Pilamatalawe va assolir el lideratge dels rebels posant un altre pretender al tron amb el nom de Weerabahu, un membre de la casa dels Nayakkar. En aquest temps el Disawa de Wellassa, Millawa, un vell dirigent va ser deposat pels britànics i Keppetipola va ser nomenat com Disawa de Wellassa. Els britànics van enviar a Keppetipola que va estar a Kandy fins al 17 d'octubre de 1818, cap a Uva per posar la situació sota control. Al mateix temps un Agent britànic, el coronel Bartok, va agafar sota custòdia a Weerabahu el pretendent. Quan Keppetipola va arribar a Wellassa els singalesos van lliurar una batalla feroç amb els soldats britànics. Keppetipola va tornar totes les seves armes i municions a l'Agent britànic i es va unir als rebels singalesos per dirigir la batalla. Amb aquest canvi d'esdeveniments, altres dirigents singalesos, incloent Pilamatalawe (Disawa de Sathkorale), Madugalla, Uda Gabada Nilame, Ellepola (el dirigent de Viyaluwa), Ehelepola (un germà de Maha Adikaram Ihagama), Godagedara Adikaram, Badalkumbure Rala, també es van unir als rebels.
Els britànics va haver de portar tropes de l'Índia per aplanar la rebel·lió. Finalment els britànics foren capaços d'arrestar la majoria dels dirigents. Les propietats de 18 dirigents rebels van ser confiscades. Pilimatalawe, qui estava malalt al temps de l'arrest, va ser exilat a l'illa Maurici. Keppetipola i Madugalla foren decapitats a Bogambara el 18 de novembre de 1818 després d'un judici.

## Seqüeles

### Baixes
Els britànics van confiscar les propietats de les persones implicades en la revolta, van matar tot bestiar i altres animals, va cremar cases, propietats i fins i tot la sal en la seva possessió durant la repressió. Els camps d'arròs a l'àrea de Wellassa foren destruïts. Els sistemes de reg de les àrees de Uva i Wellassa, el graner d'arròs de Sri Lanka fou sistemàticament destruït.
Els britànics també van massacrar la població mascle de Uva per sobre de l'edat de 18 anys.

### Notificació de la Gaseta
Durant la rebel·lió una Notificació de la Gaseta va ser emesa per Robert Brownrigg per condemnar tot els qui s'havien rebel·lat contra el govern britànic a Sri Lanka. Tot els qui van participar en la revolta van ser condemnats com “traidors” i les seves propietats confiscades pel govern. Diversos governs després de la independència de Sri Lanka antigament van voler revocar aquesta notificació ignominiosa de la Gaseta, tanmateix però no ho van arribar a fer. El 2011, la notificació de la Gaseta emesa pel Governador Brownrigg va ser portada a Sri Lanka seguint instruccions del President Mahinda Rajapaksa. Va ser entregada al Parlament i va ser revocada amb la signatura del President. Això va permetre tot els qui participat en la revolta de ser reconeguts com a herois nacionals, i la seva etiqueta com traïdors es va esborrar. Ua Declaració Nacional va ser atorgatda als seus descendents el Dia de la República de Sri Lanka, 22 de maig.